# Maureen Harding Clark
Maureen Harding Clark (Schotland, 3 januari 1946) is een Iers jurist. Na een carrière als advocaat en senior counsel in talkrijke strafzaken, werd ze rechter van het Joegoslavië-tribunaal en vervolgens van het Internationale Strafhof. Vervolgens werd ze rechter van het Hooggerechtshof van Ierland.

## Levensloop
Clark ging naar de Bukit Nanas School in Kuala Lumpur in Maleisië en vervolgens naar de Muckross Park School in Dublin. Van 1964 tot 1965 studeerde ze aan de Universiteit van Lyon waar ze een diploma behaalde in de Franse taal en cultuur, en aansluitend ging ze naar de Universiteit van Dublin waar ze in 1968 slaagde voor haar Bachelor of Laws. Van 1972 tot 1975 studeerde ze Iers en Europees recht aan het Trinity College in Dublin.
Vanaf 1975 werkte Clark als advocaat (barrister) en sinds 1991 als senior counsel  in Dublin. Ze was als aanklager en verdediger belast met talkrijke zaken op het gebied van fraude, verkrachting, moord, witwaspraktijken en bedrog.
In 2001 behoorde ze tot de eerste zes rechters ad litem van het Joegoslavië-tribunaal in Den Haag. Hier was ze verbonden aan de strafkamer en was ze eveneens persvoorlichter. Ze bleef hier aan tot maart 2003, toen ze als rechter aan het werk ging voor de strafkamer van het Internationale Strafhof, eveneens in Den Haag. Ze was gekozen voor een termijn van negen jaar, maar trad terug in december 2006 om te dienen als rechter van het Hooggerechtshof van Ierland.

## Werk (selectie)
- The Lourdes Hospital Inquiry: An Inquiry into Peripartum Hysterectomy at Our Lady of Lourdes Hospital, Drogheda: Report of Judge Maureen Harding Clark. Stationery Office, Dublin 2006, ISBN 0-7557-7399-3.